# Acytolepis moorei
Acytolepis moorei är en fjärilsart som beskrevs av Lambertus Johannes Toxopeus 1926. Acytolepis moorei ingår i släktet Acytolepis och familjen juvelvingar. Inga underarter finns listade i Catalogue of Life.